# Flandern-Rundfahrt 1971
Die Flandern-Rundfahrt 1971 war die 55. Austragung der Flandern-Rundfahrt, eines eintägigen Straßenradrennens. Es wurde am 4. April 1971 über eine Distanz von 268 km ausgetragen.
Das Rennen wurde von Evert Dolman vor Frans Kerremans und Cyrille Guimard gewonnen.

## Teilnehmende Mannschaften
| Profi-Radsportteams (13)- Flandria-Mars - Hertekamp-Magniflex - Fagor-Mercier-Hutchinson - Molteni - BiC - Goudsmit-Hoff - Salvarani - Dreher - Goldor - Peugeot-BP-Michelin - Sonolor-Lejeune - Watney-Avia - Gazelle |
| |

## Ergebnis
|    | Fahrer                 | Team                     | Zeit      |
| -- | ---------------------- | ------------------------ | --------- |
| 1  | Evert Dolman           | Flandria–Mars            | 6h 12' 0" |
| 2  | Frans Kerremans        | Hertekamp–Magniflex      | + 2"      |
| 3  | Cyrille Guimard        | Fagor–Mercier–Hutchinson | gl. Zeit  |
| 4  | Georges Van Coningsloo | Molteni                  | gl. Zeit  |
| 5  | Frans Mintjens         | Molteni                  | gl. Zeit  |
| 6  | Jan Janssen            | BiC                      | gl. Zeit  |
| 7  | Jan Krekels            | Goudsmit-Hoff            | gl. Zeit  |
| 8  | Tony Houbrechts        | Salvarani                | gl. Zeit  |
| 9  | Ole Ritter             | Dreher                   | gl. Zeit  |
| 10 | Frans Maes             | Goldor                   | gl. Zeit  |